# محسن قرائتی

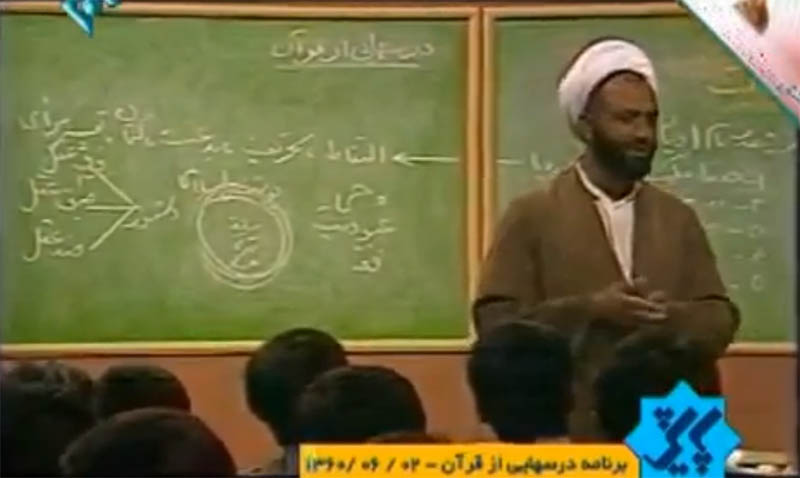
در برنامه درس‌هایی از قرآن ۱۳۶۰

در جلسه تفسیر نمونه همراه با ناصر مکارم شیرازی و دیگر اعضا

محسن قرائتی (زادهٔ ۸ دی ۱۳۲۴) روحانی ایرانی و رئیس ستاد اقامه نماز است. وی در اردیبهشت ۱۳۶۱ با حکم سید روح‌الله خمینی به «نمایندگی ولی فقیه» در سازمان نهضت سوادآموزی گماشته شد. سپس ریاست این سازمان را بر عهده گرفت که این مسئولیت را تا اسفند ۱۳۸۹ بر عهده داشت. وی هم‌اکنون علاوه بر ادارهٔ ستاد اقامه نماز در زمینهٔ تفسیر قرآن نیز فعالیت دارد.

## پیشینهٔ خانوادگی
در زمان حکومت رضاشاه، پدربزرگ وی جلسات قرائت قرآن را در خانه‌های مردم کاشان برپا می‌کرد و پس از پدرش او برگزاری این جلسات را در مساجد و تکایا ادامه داد، بدین‌سان خانوادهٔ آنها به «قرائتی» نامور شد.

## دوران تحصیل و انس با قرآن
محسن قرائتی در چهارده‌سالگی وارد حوزه علمیه کاشان شد و در جلسات تفسیر قرآن «شیخ علی نجفی» شرکت کرد. پس از اتمام دروس سطح و آغاز درس خارج حوزه علمیه قم، در تألیف تفسیر نمونه که زیر نظر ناصر مکارم شیرازی منتشر می‌شد، همکاری کرد تا آنکه این تفسیر در ۲۷ جلد به پایان رسید.

## تبلیغ دین در صدا و سیما
قرائتی پس از انقلاب ایران (۱۳۵۷)، به پیشنهاد مرتضی مطهری و پذیرش سید روح‌الله خمینی برای اجرای برنامه درس‌هایی از قرآن، به تلویزیون جمهوری اسلامی ایران رفت. این برنامه از سال ۱۳۵۸ تاکنون ادامه دارد. همچنین از سال ۱۳۶۹ برنامهٔ رادیویی «آینهٔ وحی» در زمینهٔ تفسیر قرآن، توسط وی آغاز و تا سال ۱۳۸۴ ادامه یافت. برنامهٔ او از شبکه ۱ پخش می‌شود. همچنین این برنامه طولانی‌ترین برنامه تلویزیونی ایران است.

## دیدگاه‌ها
حجاب
«خواهرم و دخترم؛حجاب از ضروریات دین است و شما بحمداللَّه فرزند اسلام هستید. امروز هزاران دختر تحصیلکرده با حجاب کامل به عالی ‌ترین درجات علمی رسیده اند و با حضور خود در عرصه‌ های علمی، سیاسی و اقتصادی، نشان داده اند که حجاب مانع فعالیت های اجتماعی و رشد و پیشرفت نیست.»
اقتصاد
«نباید به خاطر مشکل اقتصادی از دینداری دست برداریم. اگر قرار باشد به خاطر فشار اقتصادی بی‌دین شویم، حضرت زینب (س) که تحت بیشترین فشارها قرار داشت باید کافر می‌شد.»
سیاست
«یک روحانی زمانی در کار تبلیغ دین موفق است که در هیچ رنگ و خط سیاسی گنجانده نشود و طوری رفتار کند که در نگاه مردم به وی مشخص باشد که می‌دانند آن روحانی خط سیاسی ندارد. روحانیون باید در این روابط خیلی مواظب بوده و مراقب باشند که وارد هیچ رنگ و گروه سیاسی نشوند.»

## حاشیه‌ها
در روز جمعه ۲۱ مهر ۱۳۹۶، محسن قرائتی حین اجرای برنامهٔ عطر عاشقی و سخنرانی در امامزاده ابوالحسن شهر ری، آقای دوربینی را در وسط جمعیت دید و گفت: «این آقا را بیرونش کنید، اومده دوربین بازی کنه! پاشو برو بیرون، برو بیرون! من صد دفعه تو تلویزیون دیدمت!». این برخورد واکنش‌های زیادی در پی داشت و عزت‌الله ضرغامی با اشاره به تماس تلفنی‌اش با قرائتی نوشت: «قرائتی از خدا و آقای نمازی و هر کس دیگری که به هر دلیلی از ایشان ناراحتی به دل دارد، عذرخواهی کردند.»